# Divorce de Napoléon Ier et Joséphine de Beauharnais
 (signalé en juin 2025).
Si vous disposez d'ouvrages ou d'articles de référence ou si vous connaissez des sites web de qualité traitant du thème abordé ici, merci de compléter l'article en donnant les références utiles à sa vérifiabilité et en les liant à la section « Notes et références ».
- Archive Wikiwix
- Bing
- Cairn
- DuckDuckGo
- E. Universalis
- Gallica
- Google
- G. Books
- G. News
- G. Scholar
- Persée
- Qwant
- (zh) Baidu
- (ru) Yandex
- (wd) trouver des œuvres sur Wikidata

Le divorce de Napoléon Ier et Joséphine de Beauharnais le 15 décembre 1809 est un événement du premier Empire qui voit la séparation de l'Empereur Napoléon Ier avec sa première épouse Joséphine de Beauharnais qui l'avait épousé civilement le 9 mars 1796 et religieusement le 1er décembre 1804 (condition sine qua non du pape Pie VII au sacre). 

## Divorce
La raison d'État le commandant, Napoléon décida, en décembre 1809, de divorcer.

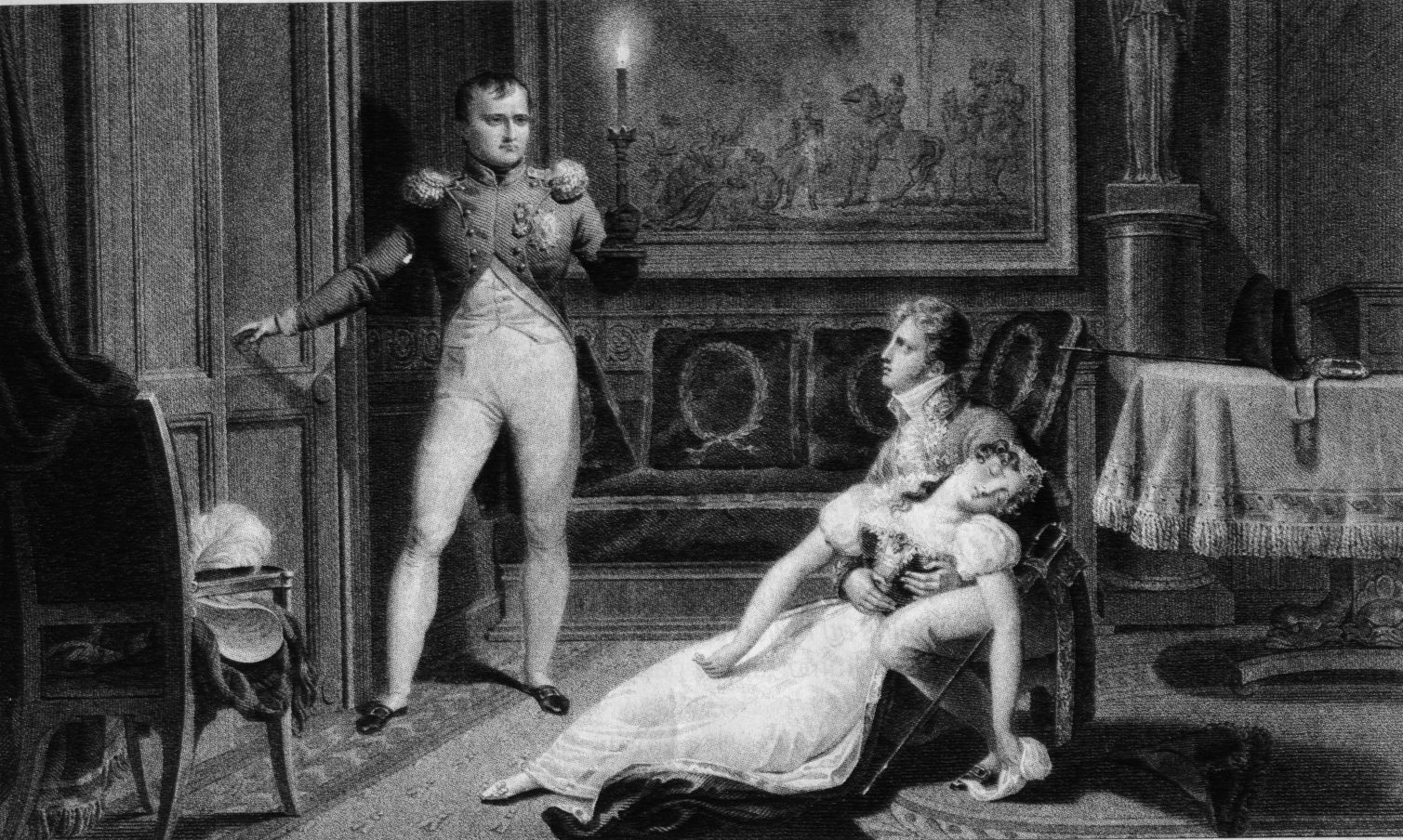
Divorce de Napoléon et Joséphine, estampe de Bosselman gravée par Chasselat. La scène de l'évanouissement de Joséphine se déroule au palais des Tuileries le 30 novembre 1809.

Le 15 décembre 1809, le prince archichancelier de l'Empire, duc de Parme, Jean-Jacques-Régis de Cambacérès, dressa acte d'une convocation de l'Empereur du même jour, à 21 heures, dont la teneur suit :

« Mon cousin, notre intention est que vous vous rendiez aujourd'hui 15 décembre, à neuf heures du soir, dans notre grand cabinet du palais des Tuileries, assisté du secrétaire de l'état civil de notre famille impériale, pour y recevoir de notre part et de celle de l'Impératrice, notre chère épouse, une communication de grande importance. À cet effet, nous avons ordonné que la présente lettre close vous soit expédiée. Sur ce, nous prions Dieu qu'il vous ait, mon cousin, en sa sainte et digne garde. A Paris, le 15 décembre 1809. »

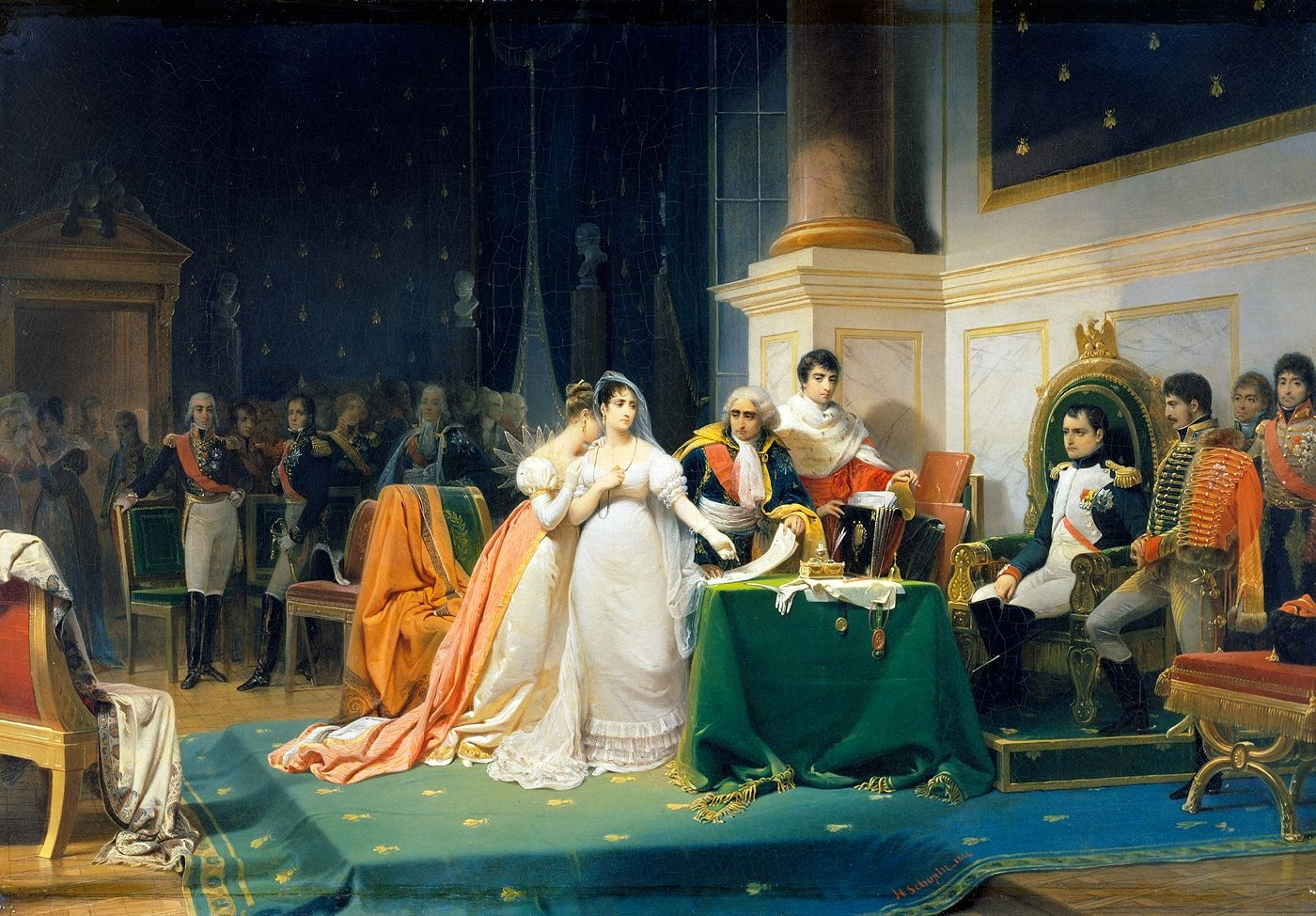
Le divorce de l'impératrice Joséphine, 15 décembre 1809, par Henri Frédéric Schopin.

Le prince archichancelier se rend donc aux Tuileries, dans la salle du Trône, accompagné de Michel-Louis-Étienne Regnaud de Saint-Jean-d'Angely, comte de l'Empire, ministre d'État, secrétaire de l'état de la famille impériale. Un quart d'heure plus tard, ils sont introduits dans le grand cabinet de l'Empereur, dans lequel l'étau se referme sur eux. Toute la famille Bonaparte est là, comme le précise Cambacérès : S.M. l'Empereur et Roi avec S.M. l'Impératrice, et accompagnés de LL.MM. les rois de Hollande, de Westphalie et de Naples, de S.A.I. le prince vice-roi, des reines d'Espagne, de Hollande, de Westphalie et de Naples, et de S.A.I. la princesse Pauline. L'Empereur leur adresse la parole en ces termes :

« Mon cousin le prince archichancelier, je vous ai expédié une lettre close, en date de ce jour, pour vous ordonner de vous rendre dans mon cabinet, afin de vous faire connaître la résolution que moi et l'Impératrice, ma très chère épouse, nous avons prise. J'ai été bien aise que les rois, reines et princesses, mes frères et sœurs, beaux-frères et belles-sœurs, ma belle-fille et mon beau-fils devenu mon fils d'adoption, ainsi que ma mère, fussent présents à ce que j'avais à vous faire connaître. La politique de ma monarchie, l'intérêt et le besoin de mes peuples, qui ont constamment guidé toutes mes actions, veulent qu'après mois je laisse à des enfants, héritiers de mon amour pour mes peuples, ce trône où la Providence m'a placé. Cependant, depuis plusieurs années, j'ai perdu l'espérance d'avoir des enfants de mon mariage avec ma bien-aimée épouse l'impératrice Joséphine ; c'est ce qui me porte à sacrifier les plus douces affections de mon cœur, à n'écouter que le bien de l'État, et à vouloir la dissolution de notre mariage.

Parvenu à l'âge de quarante ans, je puis concevoir l'espérance de vivre assez pour élever dans mon esprit et dans ma pensée les enfants qu'il plaira à la Providence de me donner. Dieu sait combien une pareille résolution a coûté à mon cœur, mais il n'est aucun sacrifice qui soit au-dessus de mon courage, lorsqu'il m'est démontré qu'il est utile au bien de la France. J'ai le besoin d'ajouter que loin d'avoir jamais eu à me plaindre, je n'ai jamais eu qu'à me louer de l'attachement et de la tendresse de ma bien-aimée épouse : elle a embelli quinze ans de ma vie ; le souvenir en restera toujours gravé dans mon cœur. Elle a été couronnée de ma main ; je veux qu'elle conserve le rang et le titre d'impératrice, mais surtout qu'elle ne doute jamais de mes sentiments et qu'elle me tienne toujours pour son meilleur et son plus cher ami. »

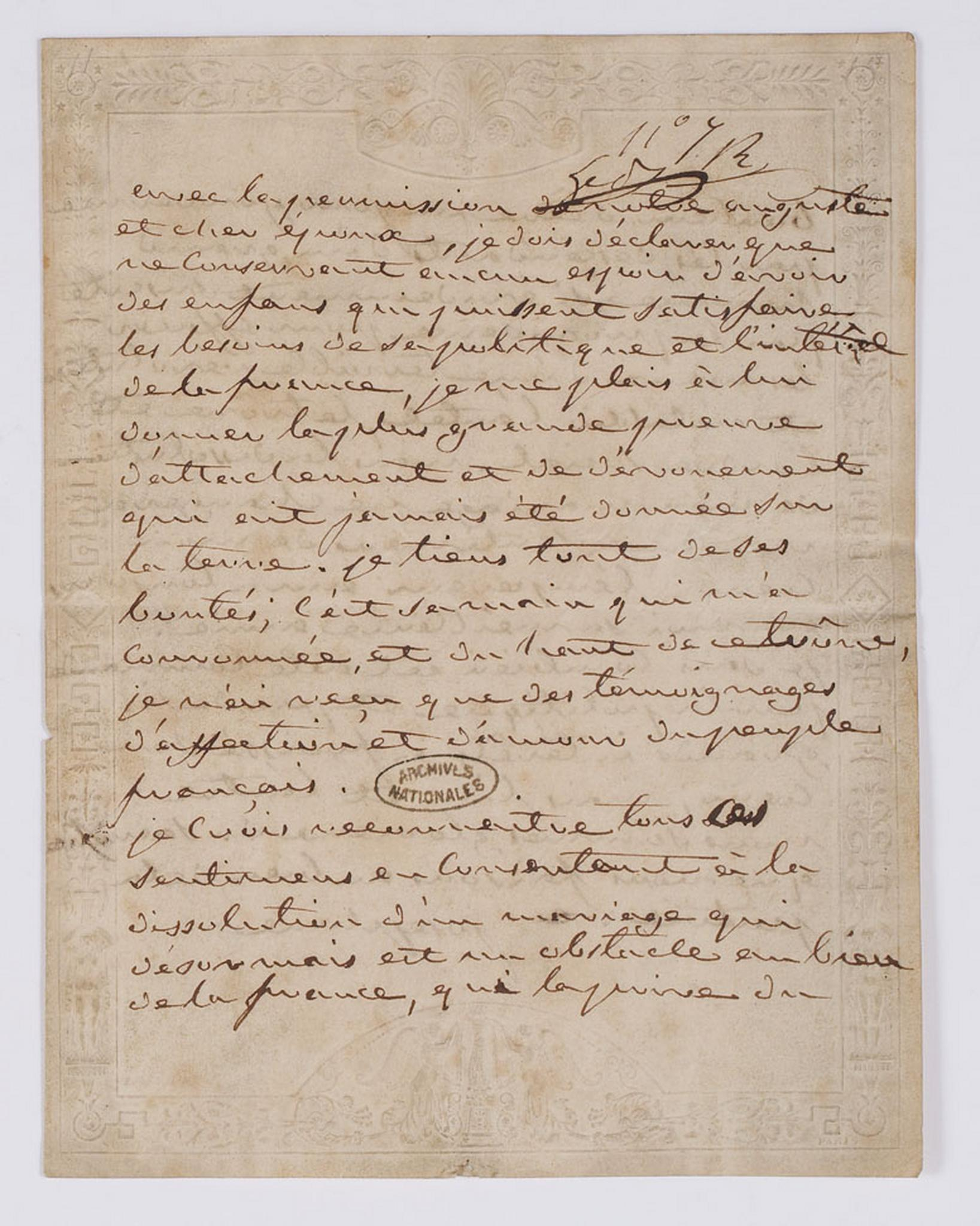
Lettre de divorce de Joséphine à Napoléon du 15 décembre 1809, Archives nationales.

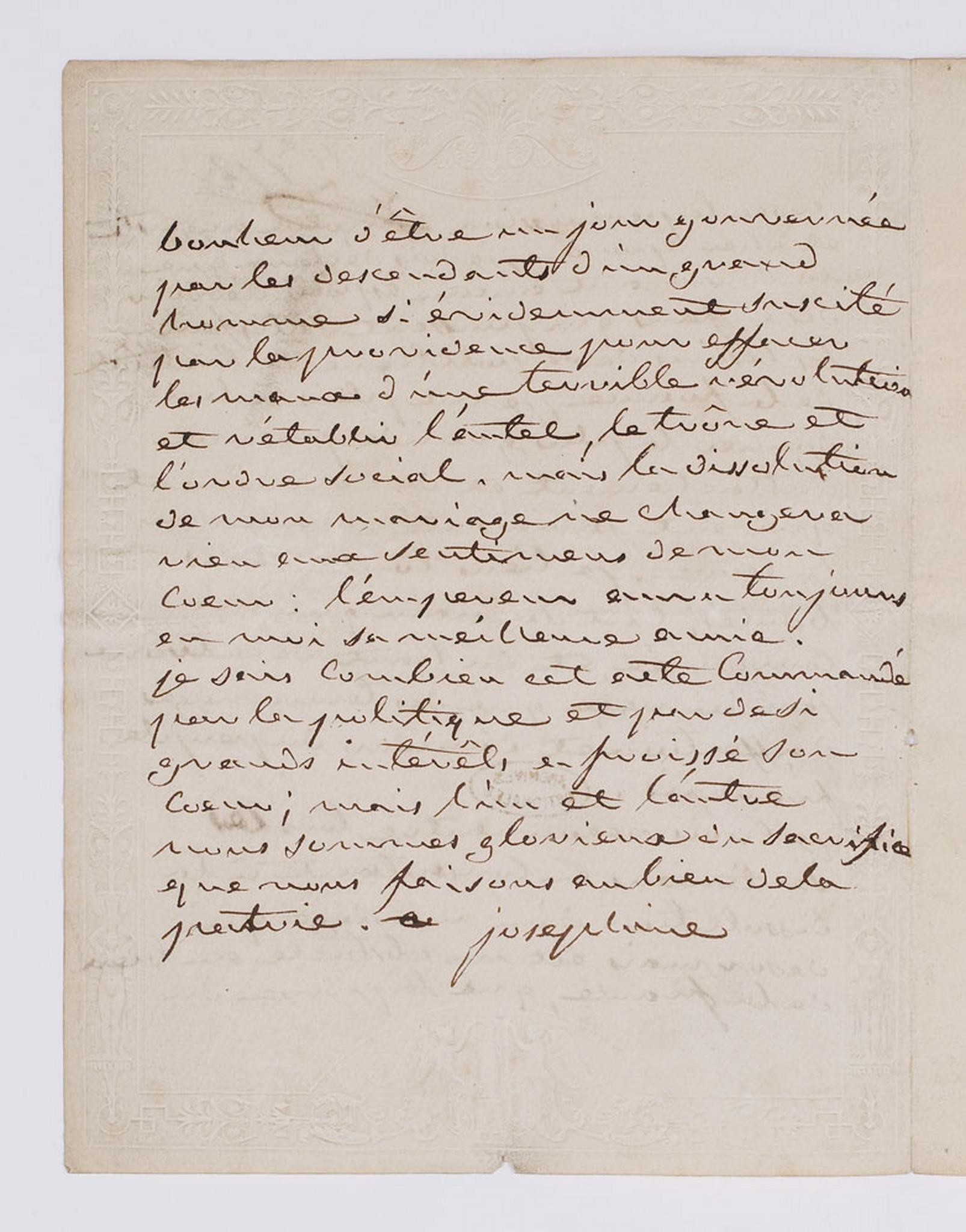
Lettre de divorce de Joséphine à Napoléon du 15 décembre 1809, Archives nationales.

Puis, c'est au tour de Joséphine de parler :

« Avec la permission de notre auguste et cher époux, je dois déclarer que ne conservant aucun espoir d'avoir des enfants qui puissent satisfaire les besoins de sa politique et l'intérêt de la France, je me plais à lui donner la plus grande preuve d'attachement et de dévouement qui ait jamais été donnée sur la terre. Je tiens tout de ses bontés ; c'est sa main qui m'a couronnée, et du haut de ce trône, je n'ai reçu que des témoignages d'affection et d'amour du peuple français.
Je crois reconnaître tous ces sentiments en consentant à la dissolution d'un mariage qui désormais est un obstacle au bien de la France, qui la prive du bonheur d'être un jour gouvernée par les descendants d'un grand homme si évidemment suscité par la Providence pour effacer les maux d'une terrible révolution et rétablir l'autel, le trône, et l'ordre social. Mais la dissolution de mon mariage ne changera rien aux sentiments de mon cœur : l'empereur aura toujours en moi sa meilleure amie. Je sais combien cet acte commandé par la politique et par de si grands intérêts a froissé son cœur ; mais l'un et l'autre nous sommes glorieux du sacrifice que nous faisons au bien de la patrie. »

Napoléon Ier épousera ensuite Marie-Louise d'Autriche, princesse autrichienne, avec laquelle il aura un fils qui sera connu sous le nom de « l'Aiglon ».